# Lluito, doncs sóc
Lluita doncs sóc és un documental de Yannis Youlountas estrenat al setembre 2015. El títol ha estat construït sobre el aforisme de René Descartes Pensa doncs sóc. Difós fora de les grans xarxes d'exhibició cinematogràfica, el film té un gran èxit popular, i ha acollit per nombroses sales, llocs i festivals militants i independents a França i a l'estranger.
Ha rebut dos premis.

## Sinopsi
La pel·lícula dona una visió de les lluites que hi va haver a Grècia, Espanya i altres parts d'Europa amb el moviment dels indignats i les polítiques d'austeritat. Es tracta d'un viatge musical que va d'un extrem a l'altre de la Mediterrània, anant a trobar moviments de resistència, zones en lluites i utopia.

## Fitxa tècnica
- Realització : Yannis Youlountas
- Guió : Maud i Yannis Youlountas
- Coproducció :
- Traduccions :
- Músiques : Manu Chao, Angélique Ionatos, Léo Ferré, Serge Utgé-Royo, Killah P (Pávlos Fýssas), Alessandro Di Giuseppe...
- Coordinació, difusió :
- Tipus : documental
- Durada : 88 minuts
- Format : 16/9

## Participants
Les persones que apareixen a la pantalla fan el seu propi paper.
- Diego Cañamero, activista i sindicalista andalús.
- Gabriel Colletis, professor d'economia a la universitat Tolosa-I-Capitole.
- Juan Manuel Sánchez Gordillo, polític andalús, alcalde de Marinaleda, sindicaliste i professor d'història.
- Angélique Ionatos, cantant grega.
- Stathis Kouvelakis, ensenyant en filosofia política al King's College de Londres, antic membre del comitè central de SYRIZA.
- Dimitris Papachristos, periodista grec, figura de la insurrecció de novembre 1973 contra la dictadura dels Coronels. "Ell, és l'heroi nacional qui, al 1973, va cantar l'himne nacional grec al micro quan els tancs intentaven entrar a l'Escola politecnica. Un símbol de la resistència."[5]
- Dimitris Poulikakos, actor i cantant grec, oponent a la dictadura dels Coronels.
- Éric Toussaint, cofondador de la xarxa internacional del Comitè per l'Anul·lació del Deute del Terç Món i coordinador de la Comissió per la Veritat sobre el Deute grec l'any 2015.

## Seleccions a Festivals
- 12e festival Enterres de resistències, Martigues, 3-6 de setembre 2015[6]
- Festival Trobes AD HOC, Mirabel i Blacons, 9-13 de setembre 2015[7]
- Festival del Llibre i del film, Mouans-Sartoux, 2-4 d'octubre 2015[8]
- 5e festival del Documental Polític i Social, Merlieux, 7-8 de novembre 2015[9]
- 15e festival Cinema Mediterrani, Brussel·les, 4-11 de desembre 2015[10]
- 7e festival del film militant i libertaire, Chambéry, 16-17 de gener 2016[11]
- 3e ciné festival Enterra i futur, Saló de Provence, 20-27 de gener 2016,[12][13]
- Festival Memòries de Resistència, Digna-els-Banys, 27-30 de gener 2016[14]
- Festival 1,2,3 Sol, Châteaubriant, 28 de febrer-7 de març 2016[15]
- Festival Diversitat, Bourgogne-Franca-Comtat, 23 de març-8 d'abril 2016[16]
- 8e festival de Sant-Martin, St-Martin-de-Valamas, 25 de març-5 d'abril 2016[17]
- 10e festival ciné de ATTAC, Mont-de-Marsan, 29 de març-2 d'abril 2016[18]
- 10e festival del film antifeixista, Reims i Epernay, 3-18 de maig 2016[19]
- Festival Orígens, Vernoux-en-Vivarais i València, 3 de juny-3 de juliol 2016[20]
- 7e festival Imatges i palabres, Tailhac, 8-10 de juliol 2016[21]
- 20e edició del festival de films Resistències, Foix, 8-16 de juliol 2016[22]
- 7e festival internacional per la democràcia directa, Thessalonique, 7-9 de setembre 2016

## Al voltant del film
El film és disponible sota una Llicència lliure, sota la llicència Creative Commons 3.
El 21 d'agost de 2015, el film és estrenat al públic, en el moment d'una projecció d'extrets pels 600 membres de la 52e congrés del ICEM-Pedagogia Freinet a Aix-en-Provence. L'acollida és tal que el congrés adopta el lema "Lluita doncs sóc" i que la Humanitat titula el seu reportatge : "Els militants Freinet defensen l'escola del Lluita doncs sóc".
El 2 d'abril de 2016, el film rep el preu Ciné de ATTAC 2016 (Grain de sable d'or) a Mont-de-Marsan.
El 19 d'abril de 2016, el film ha projectat en el marc de la Nuit debout nîmoise.
Durant la primavera de lluita contra la Llei Treball a França, mentre que el film és projectat regularment i gratuïtament sobre places i llocs ocupats, el slogan "Lluita doncs sóc" apareix freqüentment sobre les parets, entre els principals grafitis (igual que el slogan "No vivim més com dels esclaus", inspirat també en les lluites a Grècia).
El 4 d'octubre de 2016, el film rep la distinció de "Film solidaire" per la Lliga dels Drets de l'Home a Orly, pel seu suport financer i les seves accions a una trentena d'espais autogérés a Grècia i a Andalusia, de vegades als costats del Col·lectiu solidaire França-Grècia per la salut.

## Critica
- reporterre.fr : « Sense sortida nacional ni campanya de publicitat, però amb una girada a través de la França qui troba un franc èxit, el realitzador prova també que és possible de fer del cinema d'una altra manera.  .[33]

## Galeria d'imatges

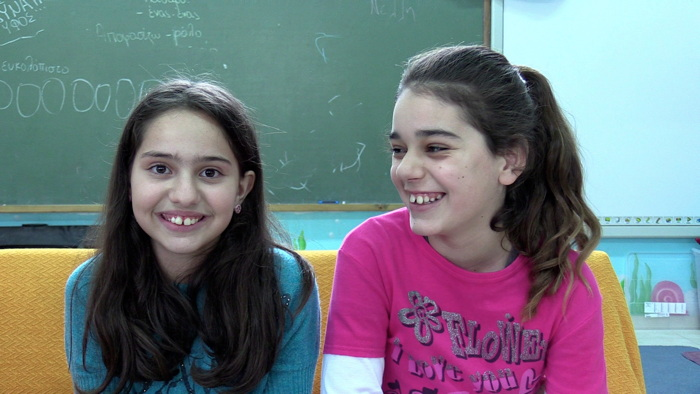
Constantine i Amor, dos joves personatges del film, a Fourfouras (Crète)
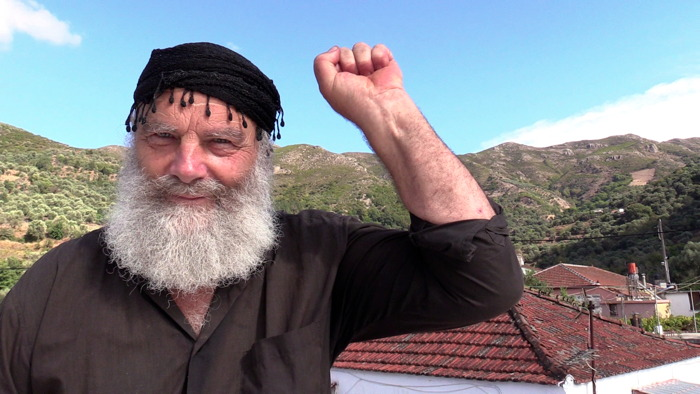
Fragkos, un personatge del film, a Paleia Roumata (Crète)
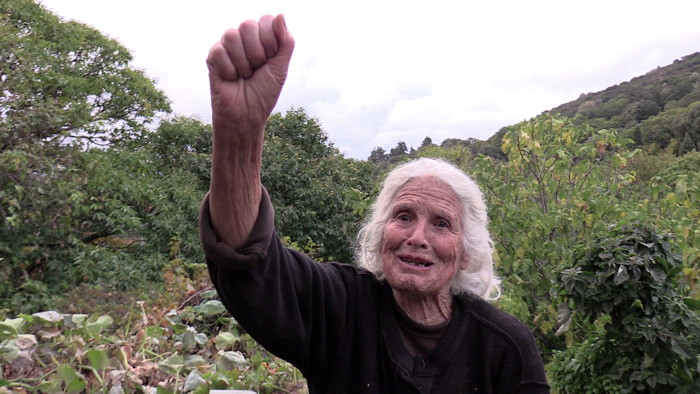
Kriti, un personatge del film, a Paleia Roumata (Crète).
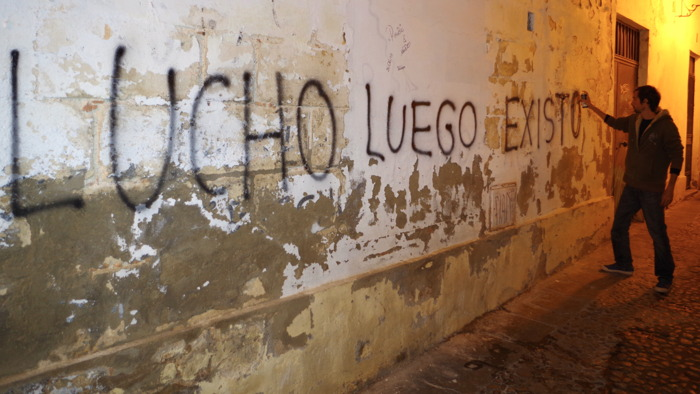
Tag Lucho luego existo (Castellà), a Jerez de la Frontera (Andalusia)
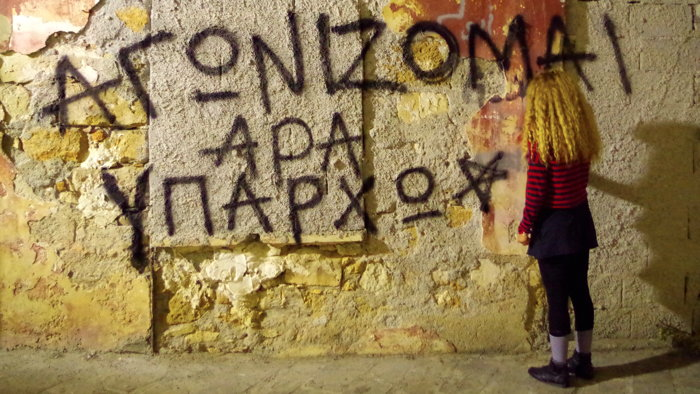
Tag Lluita doncs sóc en grec, a Chania (Crète)